# آنا كراملينج
آنا يولاندا كراملينج بيلون (مواليد 30 أبريل 2002) هي لاعبة شطرنج إسبانية سويدية، ومقدمة بث مباشر على تويتش، وستريمر يوتيوب، التي تحمل لقب الاتحاد الدولي للشطرنج (Fédération Internationale des Échecs) للسيدات. حصلت على أعلى تصنيف من نظام تصنيف إيلو وهو 2175 في مارس 2018. مثلت كراملينج السويد في أولمبياد الشطرنج 2016 و2022 بالإضافة إلى بطولتين للفرق الأوروبية للشطرنج.
نشأت كراملينج في عائلة تلعب الشطرنج. والدتها هي أستاذة كبيرة (شطرنج) بيا كراملينغ ووالدها هو الأستاذ الإسباني خوان مانويل بيلون لوبيز. بدأت بلعب الشطرنج في سن الثالثة أثناء إقامتها في إسبانيا، لكنها انتقلت بعد ذلك مع عائلتها إلى السويد في سن الحادية عشرة، حيث قامت بتحويل الاتحادات من إسبانيا إلى السويد بعد فترة وجيزة. شاركت في العديد من بطولات أوروبا للشباب وبطولة العالم للشطرنج للشباب وبطولة العالم للشطرنج للناشئين في فئات عمرية مختلفة من عام 2015 حتى عام 2019. عند تمثيل السويد في مسابقات الفرق الدولية، لعبت في نفس الفريق مع والدتها بينما كان والدها يخدم. كقائد الفريق.
حصلت كراملينج على لقب الاتحاد الدولي للشطرنج للسيدات في عام 2018 عندما كانت تبلغ من العمر 15 عامًا، وهو نفس العام الذي وصلت فيه إلى أعلى تصنيف لها. في عام 2018، هزمت رينير كاستيلانوس رودريغيز، وهو أستاذ إسباني دولي بتصنيف القاب الاتحاد الدولي للشطرنج قدره 2498 في ذلك الوقت.

## بداية حياتها
ولدت كراملينج في 30 أبريل 2002 في مالقة لوالديها بيا كراملينج وخوان مانويل بيلون لوبيز. لاعبا شطرنج وكلاهما يحمل لقب استاذ دولى. كانت والدتها رقم 1 في العالم بين النساء حسب تصنيف الاتحاد الدولي للشطرنج في عام 1984 وأصبحت خامس امرأة على الإطلاق تحقق لقب جنرال موتورز في عام 1992. والدها هو بطل إسبانيا خمس مرات. بدأت كراملنج بلعب الشطرنج في سن الثالثة. طوال طفولتها، كان والداها يتنافسان بنشاط في لعبة الشطرنج. عندما كانت صغيرة، كانت ترافق والديها عادةً إلى بطولات الشطرنج لأن جليسة الأطفال الوحيدة المنتظمة لديها كانت جدها لأمها، الذي لم يكن متاحًا بانتظام لمجالسة الأطفال لأنه يعيش في السويد. عاشت كراملينج ووالداها في إسبانيا حتى بلغت الحادية عشرة من عمرها، ثم انتقلوا إلى السويد. قامت كراملينج بتحويل الاتحادات من إسبانيا إلى السويد في عام 2014، بعد أن لعبت فقط في عدد قليل من البطولات أثناء تمثيل إسبانيا. وقام والدها لاحقًا بنفس التبديل الاتحادي في عام 2017.

## مهنة الشطرنج
حصلت كراملينج على تصنيف القاب الاتحاد الدولي للشطرنج الأول لها في فبراير 2013 عندما كانت في العاشرة من عمرها، وبدأت في عام 1519 بعد لعبت مسابقة الهواة في مهرجان جبل طارق للشطرنج. لقد فازت بواحدة من أصل أربع مباريات ضد منافسين مصنفين، متغلبة على ريموند كيرسلي، وهى لاعبة إنجليزية حصل على تقييم 1772. وفي العام التالي، 2014، فازت بجائزة المرأة في نفس مسابقة الهواة "أ" في جبل طارق. جذبت جائزتها انتباه وسائل الإعلام لأن والديها كانا يتنافسان بانتظام في هذا الحدث وكانت تحضر بانتظام حتى عندما كانت رضيعة. ساعدها هذا الأداء أيضًا في الوصول إلى تصنيف 1600.
حصلت كراملينج على زيادة كبيرة في التصنيف في أوائل عام 2015 في سن 12 عامًا عندما حصلت على أكثر من 300 نقطة تصنيف عبر أربع بطولات في شهرين لتتجاوز تصنيف 1900. وشملت هذه البطولات بطولة ريلتون تحت 1800 سنة في ستوكهولم في يوم رأس السنة الجديدة ومسابقات الهواة أ والهواة ب في جبل طارق. في نهاية عام 2015، شاركت كراملينج في فئة الفتيات تحت 14 عامًا في بطولة العالم للشطرنج للشباب في بورتو كاراس، اليونان. باعتبارها المصنفة 58 من بين 125 مشاركًا، فقد أنهت المركز 54 بشكل أفضل قليلاً من تصنيفها بنتيجة 6/11.  وصلت كراملينج لأول مرة إلى تصنيف 2000 في يونيو 2016 في سن 14 عامًا بعد المنافسة في بطولة العالم للتنس. بطولة هاسيلباكن المفتوحة للشطرنج في ستوكهولم. وكان أفضل فوز لها في تلك البطولة على مواطنها مايكل باكمان الذي حصلت على تصنيف 2161.
في سبتمبر 2016، مثلت كراملينج البالغة من العمر 14 عامًا السويد في أولمبياد الشطرنج 2016 في باكو، أذربيجان، وبذلك تغلبت على الرقم القياسي السويدي لأصغر مشاركة في الأولمبياد، والذي كانت تحتفظ به والدتها وسيف بنجتسون سابقًا. تنافست والدتها بيا أيضًا في هذا الحدث، وكان والد آنا هو قائد الفريق. تنافس كراملينج في 7 من أصل 11 جولة مما ساهمت في حصول السويد على المركز 23 من بين 134 فريقًا متنافسًا. وفي أوائل عام 2017، لعبت كراملينج مسابقة الماجستير في جبل طارق، وتعادلت خلالها في مباراة ضدها.الأب. قرب نهاية العام، لعبت كلاً من بطولة الشباب الأوروبية للشطرنج في قسم الفتيات تحت 16 عامًا وبطولة العالم للشطرنج للناشئين في قسم الفتيات تحت 20 عامًا. لقد كان أداؤها جيدًا في كليهما، حيث حصلت على 17 و31 نقطة تقييم في كل دورة على التوالي. لقد احتلت المركز 35 من بين 75 مشاركًا في الأول، والمركز 61 من بين 89 مشاركًا في الأخير، على غرار تصنيفاتها في المركزين 31 و66.
حصلت كراملينج على لقب لقاب الاتحاد الدولي للشطرنج للسيدات في عام 2018. حصلت على حوالي 200 نقطة أخرى في أوائل عام 2018 لتصل إلى أفضل تصنيف لها في مسيرتها وهو 2175 بفضل الأداء الجيد عبر أربع بطولات. حصلت على نتيجة متساوية في مسابقة تشالنجر بي في جبل طارق ضد المنافسين بمتوسط تقييم 2151 وتابعت تلك النتيجة بدرجة مثالية 4/4 في بطولة فنادق النخبة المفتوحة في السويد، حيث هزمت لاعبين اثنين بتقييم. من حوالي 2200. خلال فتح إنترناسيونال فيلا دي بيناسكي في إسبانيا في يوليو 2018، هزمت كراملينج مرة أخرى رينير كاستيلانوس رودريغيز، وهو أستاذ إسباني دولي حصلت على تصنيف 2498. وفي نهاية العام، شاركت في كل من قسم الفتيات تحت 20 عامًا في بطولة العالم للناشئين وقسم الفتيات تحت 16 عامًا في بطولة العالم للشباب. لقد أنهت مرة أخرى نفس التصنيف الذي حصلت عليه في المركز 57 في السابق، حيث جاءت في المركز 54 من بين 98 منافسًا. في المقابل، كان أداؤها ضعيفًا في بطولات الشباب وحصلت على المركز 59 من بين 90 منافسًا مقارنة بمصنفتها التي احتلت المركز 30، مما أدى إلى انخفاض تصنيفها إلى أقل من 2000.
بعد هذا الانخفاض في التصنيف في أواخر عام 2018، تمكنت كراملينج من استعادة معظم نقاط التصنيف المفقودة في عام 2019، حيث وصلت إلى أعلى تصنيف لهذا العام وهو 2164 في أكتوبر. أفضل بطولة لها لهذا العام كانت بطولة الشباب الأوروبية. باعتبارها المصنفة 33 في قسم الفتيات تحت 18 عامًا، أنهت كراملينج المركز 13 بنتيجة 5+1/2/9، وحصلت على 103 نقاط تقييم. أفضل انتصار لها في البطولة كان ضد جوفار بيدولايفا، اذربيجان التي حصلت على تصنيف 2307.

### 2020 فصاعدا
منذ عام 2020 فصاعدًا، لعبت كراملينج في عدد قليل من المسابقات. ويرجع ذلك جزئيًا إلى أنها أصبحت لاعبة بث مباشر، وجزئيًا بسبب جائحة كوفيد-19، الذي حد من عدد البطولات الشاملة الجارية. في سبتمبر 2022، مثلت السويد (إلى جانب والدتها بيا) في أولمبياد الشطرنج 2022 في تشيناي، الهند، حيث لعبت اللوحة 3 وتنافست في 10 من أصل 11 جولة، وفازت في ثلاث مباريات وتعادلت في أربع.

### مسابقات الفريق
مثلت كراملينج السويد في أقسام السيدات في أولمبياد الشطرنج وبطولتين لفريق الشطرنج الأوروبي. في كل من هذه البطولات، تنافست في نفس الفريق مع والدتها بيا كراملينج بينما كان والدها خوان بيلون لوبيز هو كابتن الفريق. في أولمبياد الشطرنج 2016 في باكو، لعبت على اللوحة الاحتياطية خلف والدتها على اللوحة العلوية تليها إينا أجرست، وجيسيكا بينجتسون، وأنجلينا فرانسون. قدم كل من كراملينج والفريق أداءً جيدًا بشكل عام. برصيد 14 نقطة (+7–4=0)، أنهت السويد المركز 23 من بين 134 فريقًا، متقدمة بفارق كبير عن المركز 43. على المستوى الفردي، حصلت كراملينج على درجة 3/7، وحصلت على 17 نقطة تقييم. رفضت المنافسة في أولمبياد الشطرنج 2018 في باتومي لأن والدتها بيا لن تكون ضمن الفريق. قررت بيا عدم المشاركة بعد أن لم يقم مدير اتحاد الشطرنج السويدي أندرس وينجهولم باختيار بيلون لوبيز كقائدة للفريق النسائي. لعبت كراملينج في بطولة الفرق الأوروبية للشطرنج في عامي 2019 و2021. ولعبت في اللوحة الثالثة في عام 2019 خلف والدتها وإلينور فريسك، وكانت مرة أخرى في اللوحة الاحتياطية في عام 2021. وعلى المستوى الفردي، كان أداؤها أفضل في عام 2021، حيث سجلت 3/5 والحصول على 22 نقطة تصنيف. في عام 2022، لعبت كراملينج اللوحة 3 في أولمبياد الشطرنج الرابع والأربعين وسجلت بشكل فردي 5/10 (+3-3=4)، مما منحها معدل حماية مؤقت قدره 2099.

## أسلوب اللعب
لدى كراملينج تفضيل قوي للعب1.d4 لعبة الملكة البيدق بالقطع البيضاء على أي حركة أولى أخرى. تعتقد كراملينج أنها تجمع بين أسلوب والدتها الافتتاحي وأسلوب والدها العدواني.
قائلة: "أعتقد أنني ألعب بقوة شديدة، خاصة عندما ألعب عبر الإنترنت. إنها مجرد متعة أكثر! (تضحك) أود أن أقول إنني حصلت على ذلك من والدي، لأنه بالتأكيد لاعبة شطرنج عدواني وتكتيكي للغاية، وبهذا المعنى ألعب مثله كثيرًا، ومن حيث الافتتاحيات، ألعب كثيرًا مثل افتتاحيات والدتي، لأنها كانت تعلمني الكثير منها. لذا أعتقد أنني سأقول إنني ألعب افتتاحية أمي بأسلوب والدي!"

## مهنة البث
أطلقت كراملينج قناتها الخاصة على تويتش في أوائل عام 2020 بعد أن أتيحت لها فرصة التعليق مع والدتها بيا على مباراة بطولة العالم للشطرنج للسيدات لعام 2020 بين جو وينجون وألكساندرا جورياشكينا في وقت سابق من العام. في بعض الأحيان، تنضم إليها والدتها على تويتش للعب الألعاب أو العطاء نصيحة. وفي مناسبات نادرة، يفعل والدها ذلك أيضًا. بعد حوالي عام من البث على تويتش، وقعت مع فريق باندا للرياضات الإلكترونية، لتصبح أول لاعبة شطرنج وأول لاعبة شطرنج سويدية توقع مع مثل هذه المنظمة للرياضات الإلكترونية.

## الجوائز والترشيحات
| سنة  | احتفال       | فئة              | نتيجة | مصادر  |
| ---- | ------------ | ---------------- | ----- | ------ |
| 2023 | جوائز ستريمر | أفضل لاعبة شطرنج | تعادل | [ 38 ] |